# 진주 정씨 사효 정려
진주정씨 사효 정려(晉州鄭氏 四孝 旌閭)는 세종특별시 전의면 영당리에 있는 정려이다. 2014년 9월 30일  세종특별자치시의 향토문화유산 제18호로 지정되었다.

## 개요
진주정씨 사효 정려(晉州鄭氏 四孝 旌閭)는 조선시대 효자 정원룡(鄭元龍)과 부인 파평윤씨(坡平尹氏, 1811~?), 그의 아들 정대권(鄭大權, 1850~1902), 정원룡 손자 정헌세(鄭憲世)의 부인인 한산이씨(韓山李氏)의 효행(孝行)과 열행(烈行)을 세상에 널리 알려 칭찬하고 기억하기 위해 나라에서 하사한 명정(銘旌)을 현판(懸板)으로 걸어놓은 정문(旌門)이다.
정원룡은 밤늦게 귀가하는 아버지를 마중 갔다가 돌아오는 길에 호랑이를 마쳤는데 부자간의 도리를 가르치며 호통을 쳐 호랑이를 감동시켰다고 한다. 정원룡의 부인 파평윤씨(坡平尹氏)는 시부모가 병에 들어 어떤 약을 써도 차도가 없자 매일 밤마다 기도를 올렸는데 기도 때문인지 마침 지나가던 의원이 병을 치료해 주었다. 정대권은 아버지 정원룡이 9세에 돌아가시자 3년간 묘 옆에 움막을 짓고 살면서 곁을 지켰고 어머니가 병환으로 눕자 병에 좋다는 두꺼비를 한겨울에 구해왔으며, 위독할 때에는 손가락을 잘라 피를 드렸다고 한다. 한산이씨는 남편이 죽자 따라서 목숨을 끊은 열행으로 알려져 있다.
가장 먼저 효부(孝婦)의 명정을 받은 것은 정원룡의 부인 파평윤씨로 1893년(고종 30)이며, 효자 정원룡과 정대권, 그리고 열녀 한산이씨는 1904년(고종 41)에 명정을 받았고 정문이 세워졌다. 내부에는 정원룡과 파평윤씨, 정대권, 한산이씨의 순서로 현판이 걸려있다.